# Habanastation
Habanastation é um filme de drama cubano de 2001 dirigido e escrito por Ian Padrón e Felipe Espinet. Foi selecionado como representante de Cuba à edição do Oscar 2002, organizada pela Academia de Artes e Ciências Cinematográficas.

## Elenco
- Claudia Alvariño - Maestra Claudia
- Rubén Araujo
- Blanca Rosa Blanco - Moraima
- René de la Cruz Jr. - Diretor da escola
- Ernesto Escalona - Mayito
- Pedro Fernández
- Rigoberto Ferrera
- Andy Fornanis - Carlos Roqued